# Анастасий Библиотекарь
Анаста́сий Библиоте́карь (лат. Anastasius Bibliothecarius; 810—879) — антипапа в 855 году, историк и переводчик. Главный архивист и библиотекарь Папского Престола.

## Биография
Родился в Тоскане, Италия. Был племянником Арсения, епископа Орте. Анастасий получил прекрасное образование, знал и греческий, и латынь, много в течение жизни занимался переводами. Будучи священником при папе Льве IV находился в оппозиции, выступал против антиимперской политики Святого Престола, за что был отлучен от Церкви, проклят и низложен.

## Антипапа и последующие годы
После смерти Льва IV в 855 году Людовик II попытался силой посадить Анастасия на Папский Престол вместо законно избранного Бенедикта III. Однако под давлением общественности Анастасий был вынужден отречься. Анастасия сослали в монастырь, но вскоре он снова начал активно заниматься политикой и церковными делами, в частности, из-за перехвата папских легатов после Константинопольского собора 869-870 гг., только благодаря усилиям Анастасия решения собора были доставлены в Рим. В конце жизни, возможно, принимал участие в заговоре против папской семьи, за участие в котором был вновь сослан в монастырь, где и умер в 879 или 880 году.

## Литературная деятельность
Анастасием с греческого на латынь были выполнены переводы:
- Деяний Седьмого Вселенского собора;
- Деяний Константинопольского собора 869—870 гг.;
- Хроник свт. Никифора Константинопольского, Георгия Синкелла и Феофана Исповедника;
- наверное — Ответы папы Николая на вопросы болгар.